# Mall of TV
A Mall of TV (株式会社モール・オブ・ティーヴィー) japán kiadóvállalat.
Korábban, 2014 júliusáig a SKY PerfecTV! Premium Service műholdas televízió-szolgáltató kínálatában hasonló néven televíziós vásárlási csatornát is működtettek.

## Története
1996-ban a Postai és Távközlési Minisztérium megadta a műsorszórási jogokat a cégnek, a Mall of TV televíziós vásárlási csatornája ugyanazon év novemberében indult el a PerfecTV! (később SKY PerfecTV! Premium Service) műholdas televízió-szolgáltató kínálatában.
2014. július 1-jén a Jacke Media átvette a cég magazinjainak kiadását, majd július 31-én megszüntették a Mall of TV televíziós csatornáját.

## Kiadványai
- Gothic & Lolita Bible (Mall of TV Mook)
- Kera
- Soup.